# 三代目のヨメ!
『三代目のヨメ!』（さんだいめのヨメ）は、TBS系列「愛の劇場」枠で2008年1月7日〜2月29日の毎週月曜日〜金曜日13:00〜13:30（JST）に放送されていた昼ドラマである。全40話。

## 概要
草加煎餅店に嫁いだ菜津子が、店の三代目の嫁として奮闘するホームコメディ。

## あらすじ
キャンプ場で出会った菜津子と優太郎は意気投合。ひょんなことから婚約することになるが、年上であることに遼太郎は反対。しかし菜津子たちは結婚。遼太郎は店を優太郎に譲り、菜津子は草加せんべい店の三代目の嫁となる。

## キャスト
- 米田菜津子（旧姓：藤崎） - 島崎和歌子

優太郎の妻であり、米屋三代目女将。
- 米田美佐子 - 根岸季衣

遼太郎の妻であり、優太郎の母親。
- 米田優太郎 - 南周平

米屋の三代目大将。菜津子の夫。
- 米田遼太郎 - 河原さぶ

米屋の二代目大将。かなりの頑固オヤジ。
- 河野陽子 - 中村綾

優太郎の姉。ミカリの母親。
- 米田トキ - 川俣しのぶ
- 河野ミカリ - 小薗江愛理

陽子の娘で、優太郎の姪。
- 錬一郎 - 小休暁
- 篠田亜沙子 - 春日井静奈

小料理屋「雨月」の女将。幸男の姉。
- 大道寺薫 - 花井京乃助
- 藤崎巽 - 浜田晃

菜津子の父親。
- 藤崎紗枝子 - 野口ふみえ

菜津子の母親。
- 篠田幸男 - 早田剛

米屋の職人。亜沙子の弟。
- 今里栄子 - 大島蓉子
- 青木（八百屋） - 朱源実
- 赤沢（魚屋） - 黒部幸英
- 緑川（酒屋） - 山上賢治

### ゲスト
- 桑山 - 森下哲夫
- 立浪屋の女将 - 山口美也子
- 内藤千夏 - 藤井玲奈
- 藤崎芙由子 - 鈴木麻衣花

菜津子の妹。
- 榎本 - 中丸新将
- ハルカ・オース

## スタッフ
- 企画 - 橋本孝、三島圭太、福田健太郎
- 脚本 - 清水友佳子、半澤律子
- 演出 - 日名子雅彦、岡島明、松永洋一
- プロデューサー - 鈴木聡、宮川晶
- 音楽 - 小林つん太
- 技術 - 金沢賢昌
- 撮影 - 檜野吉宏
- 照明 - 海老原靖人
- 音声 - 高橋寿光
- 映像 - 館野晃一
- 選曲効果 - 一力潤
- 編集 - 清水正彦
- MA - 武藤康一
- 美術プロデューサー - 平野裟一
- 美術デザイン - 金子幸雄
- 美術制作 - 二見貴史
- 装置 - 滝沢博史
- 装飾 - 長房純、石橋達郎
- 衣裳 - 笠置美紀
- ヘアメイク - 遠藤美香子
- 持道具 - 中飛沙織
- 建具 - 樋口一夫
- 番組宣伝 - 小山陽介
- AP - 嶋田真琴
- 記録 - 沖宏美
- 演出補 - 松永洋一
- 制作プロダクション - ケイファクトリー
- 製作 - TBS

## 主題歌
- 「yes」

作詞：渡辺美里/作曲：近藤薫/編曲：渡辺善太郎/歌：渡辺美里